# Weronika Rosati
Weronika Rosati (Warschau, 9 januari 1984) is een Pools actrice. Ze is de dochter van Pools politicus Dariusz Rosati en modeontwerpster Teresa Rosati.